# Гентіан Стойку
Гентіан Стойку (алб. Gentian Stojku; нар. 8 березня 1977, Ельбасан, Албанія) — албанський футболіст та тренер, виступав на позиції півзахисника.

## Клубна кар'єра
Футбольну кар'єру розпочав в «Ельбасані». Окрім цього на клубному рівні виступав за «Шкумбіні», «Ерцгебірге Ауе», «Егнатія», «Теута», «Пфуллендорф», «Шкумбіні», «Влазанія» (Шкодер) та «Грамши». Футбольну кар'єру завершив 2011 року в «Бюліс» (Балш).

## Кар'єра в збірній
Дебютував за збірну Албанію в травні 1994 року в виїзному товариському матчі проти Македонії, в якому його замінили до початку другого тайму Еді Мартіні. Цей матч так і залишився єдиним у кар'єрі Гентіана.

## Кар'єра тренера
Після завершення кар'єри гравця тренував свій колишній клуб «Грамши», а згодом «Сопоті» та «Поградец».
У листопаді 2016 року його призначили головним тренером «Томорі», Стойку замінив Гентіан Бегея на посаді тренера «Ерзені» в лютому 2019 року, коли Стойку приєднався до «Камзи». У червні 2019 року залишив «Аполонію» (Фер) зберіг у Першому дивізіоні Албанії, а в жовтні 2019 року звільнений з посади головного тренера «Буррелі».

## Титули і досягнення
- Чемпіон Албанії (1):

«Ельбасані»: 2005–06
- Володар Кубка Албанії (1):

«Теута»: 1999–00
- Володар Суперкубка Албанії (1):

«Ельбасані»: 1992